# Mimi Frellsen

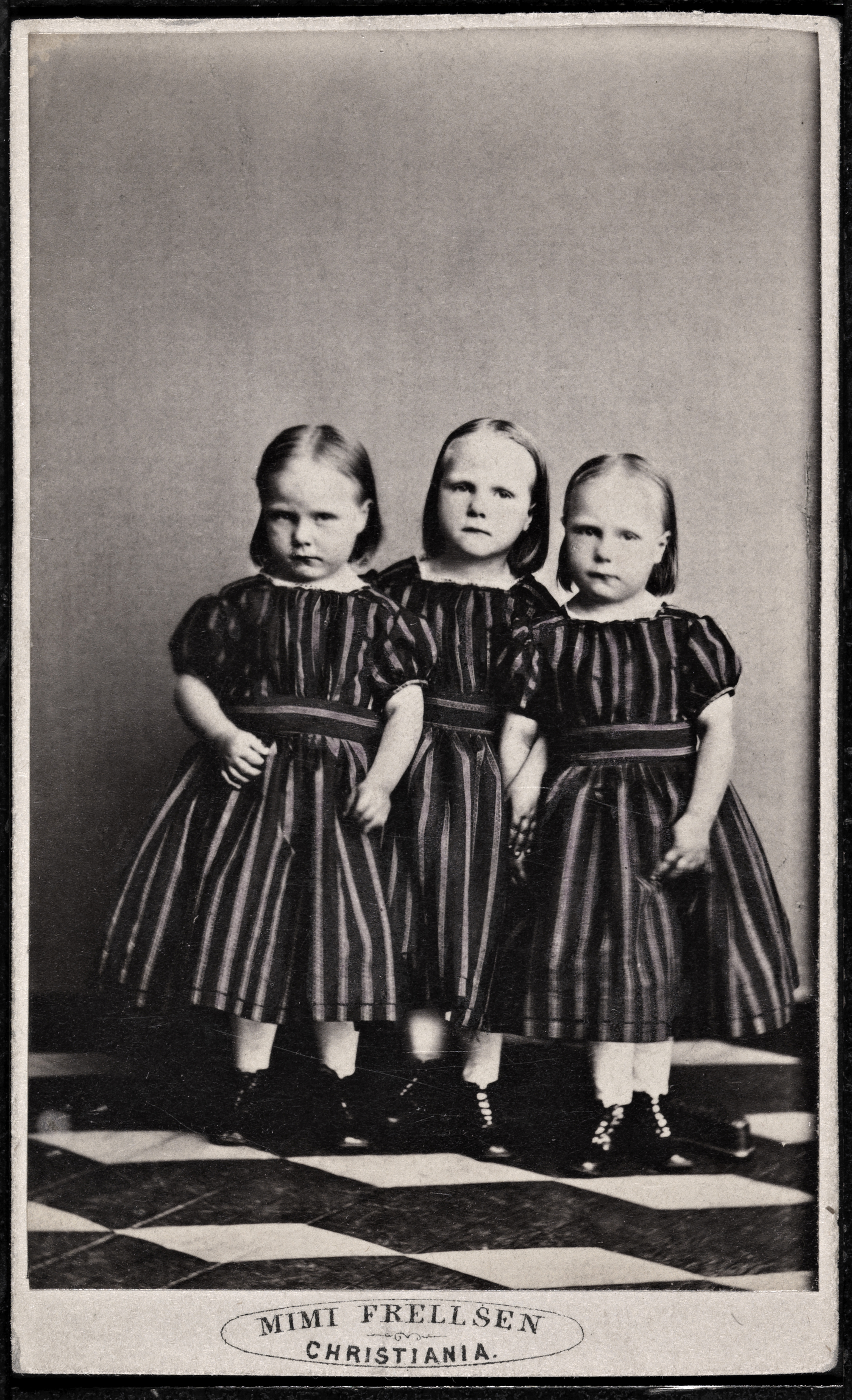
Tre små piker (Tři malé holčičky)

Mimi (Marie) Frellsen (4. ledna 1830, Christiania – 31. prosince 1914) byla průkopnice norské fotografie, která se umělecké řemeslo vyučila v roce 1860. Od roku 1865 podnikala v Christianii (nyní Oslo ). Zachovalo se mnoho jejích portrétů.

## Životopis
Maria Frellsen se narodila 4. ledna 1830 v Christianii a byla dcerou lékaře Petera Frellsena a jeho manželky Dorothey Cathriny Diricks. Od počátku šedesátých let působila jako učeň ve fotografickém ateliéru Olsen & Thomsen v Christianii.
Dne 17. května 1865 získala archív fotografických desek a studio na adrese Nedre Slottsgate v Oslu, které patřilo fotografce Marie Thomsenové. Ten den oznámila P. Marie Thomsen ukončení své fotografické činnosti. Thomsen inzerovala v několika novinách, že předala fotoateliér s celým archivem negativních desek své učednici Mimi Frellsenové. Thomsen doporučila všem svým bývalým zákazníkům služby této kvalifikované učednice.
Následující rok, pravděpodobně když se obchodu nedařilo příliš dobře, oznámila, že má zájem o poskytování kurzů těm, kteří se chtějí naučit pracovat se slámou tradiční německou metodou.
Od roku 1879 přestěhovala své studio do ulice Grensen v Oslu, kde se specializovala na fotografování dětí a zvířat. V roce 1881 jí církevní ministerstvo ocenilo celkem 300 korunami za udržování odkazu Cecilie Schous, aby mohla pořídit další vybavení pro své fotografické studio.
Jak stárla, stále více trpěla špatným zdravím. Když jí bylo 85 let, zemřela po operaci 31. prosince 1914 a byla zpopelněna 6. ledna 1915.

## Galerie

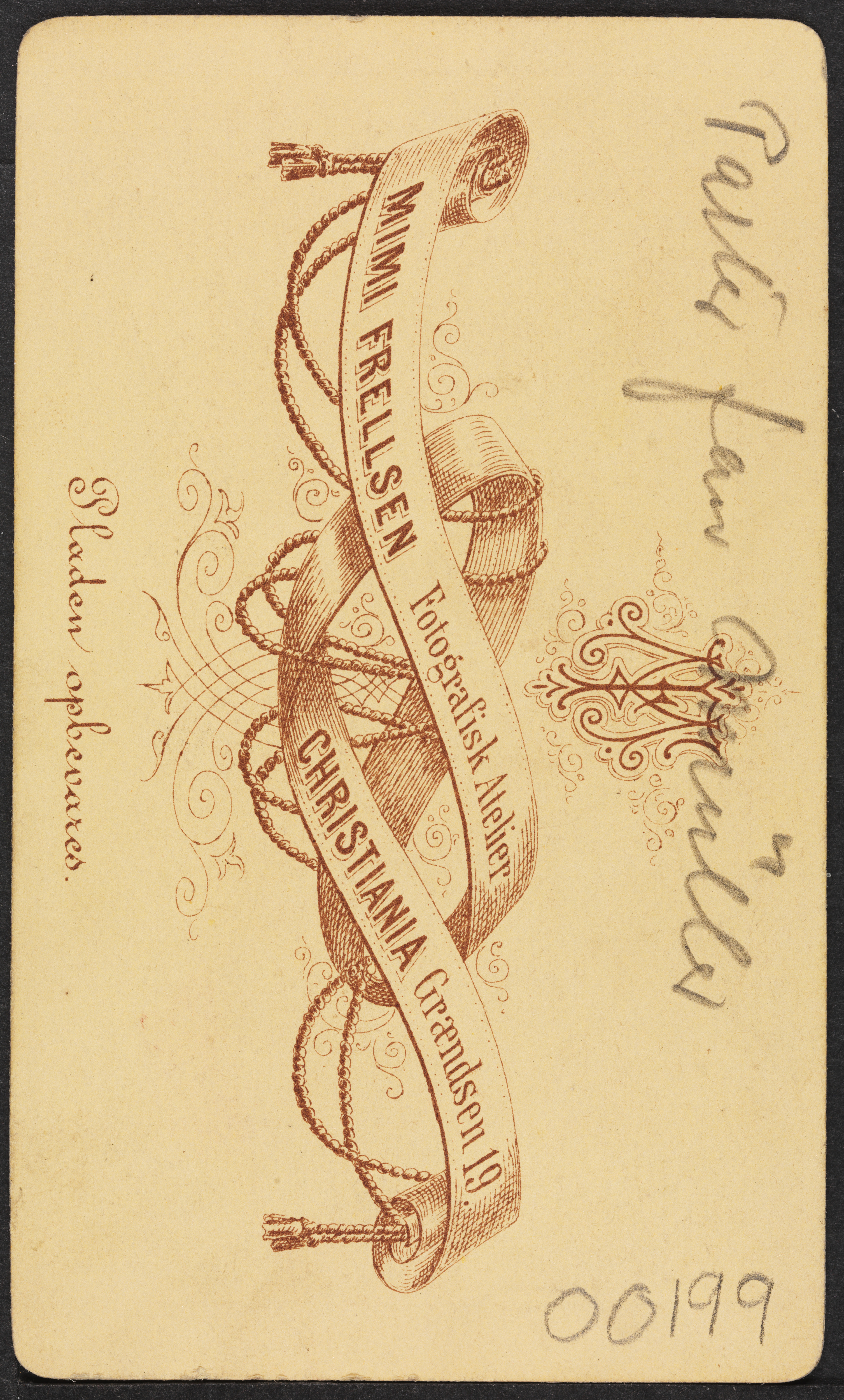
Zadní strana fotografie
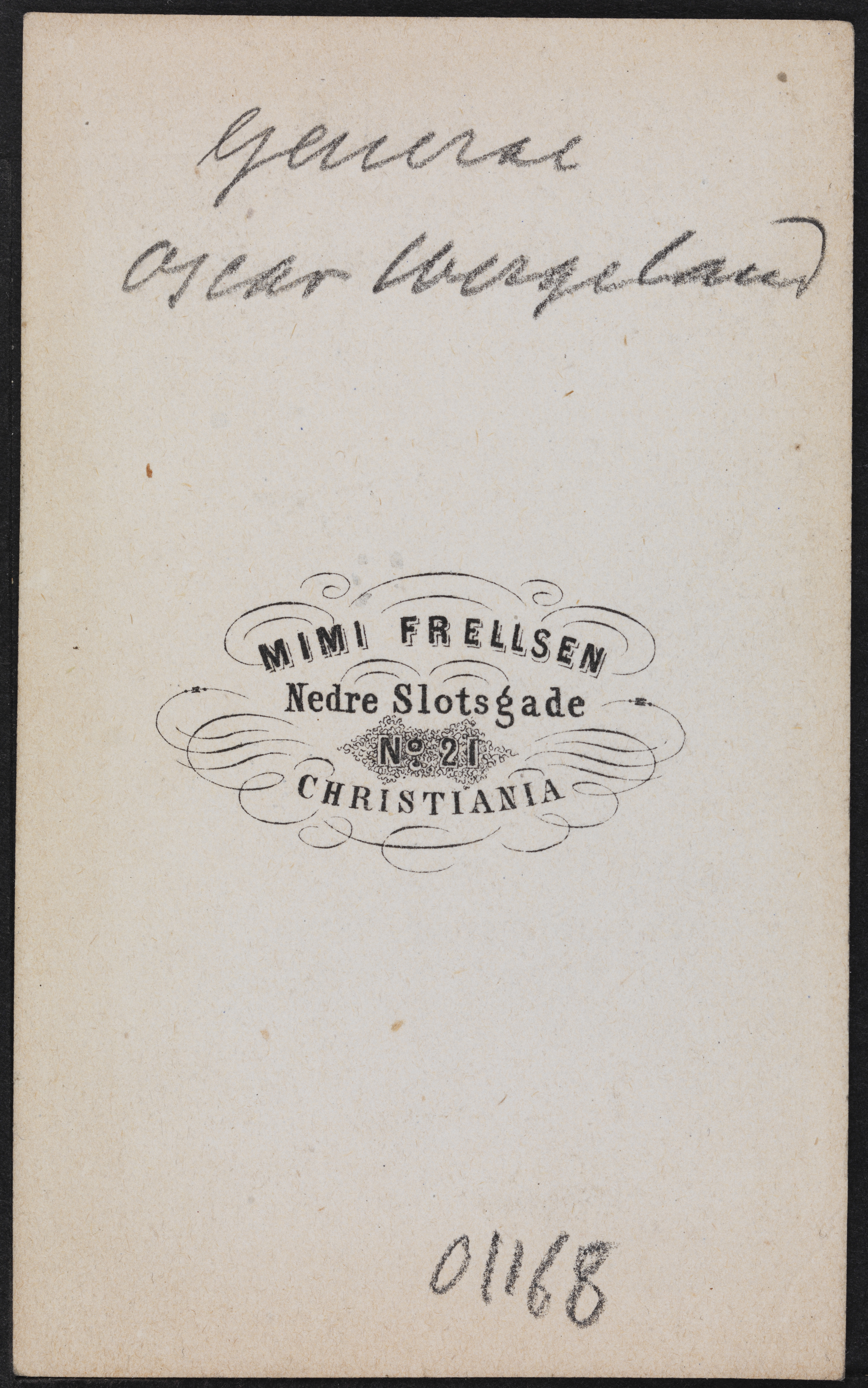
Zadní strana fotografie
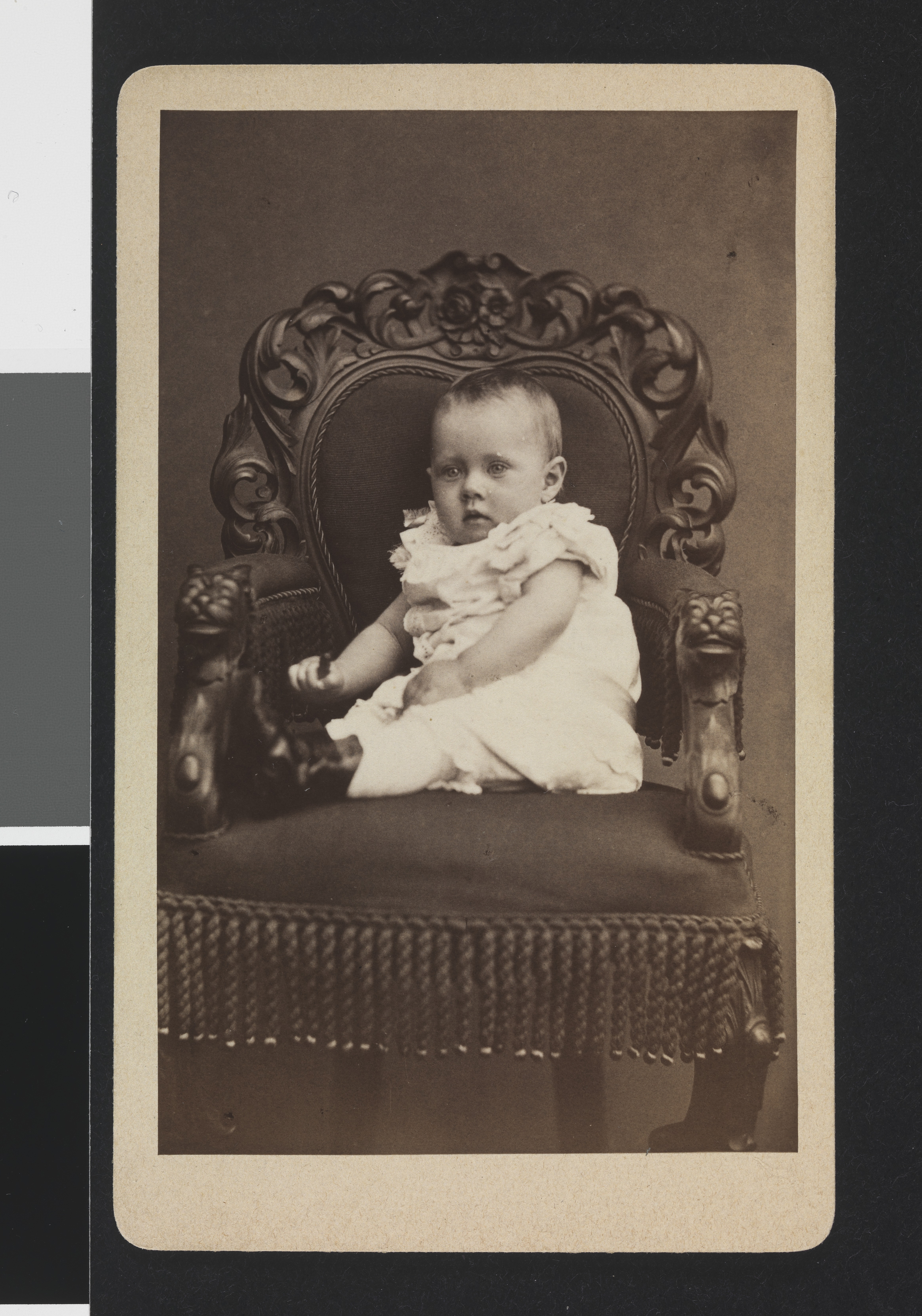
Fotografie dětí
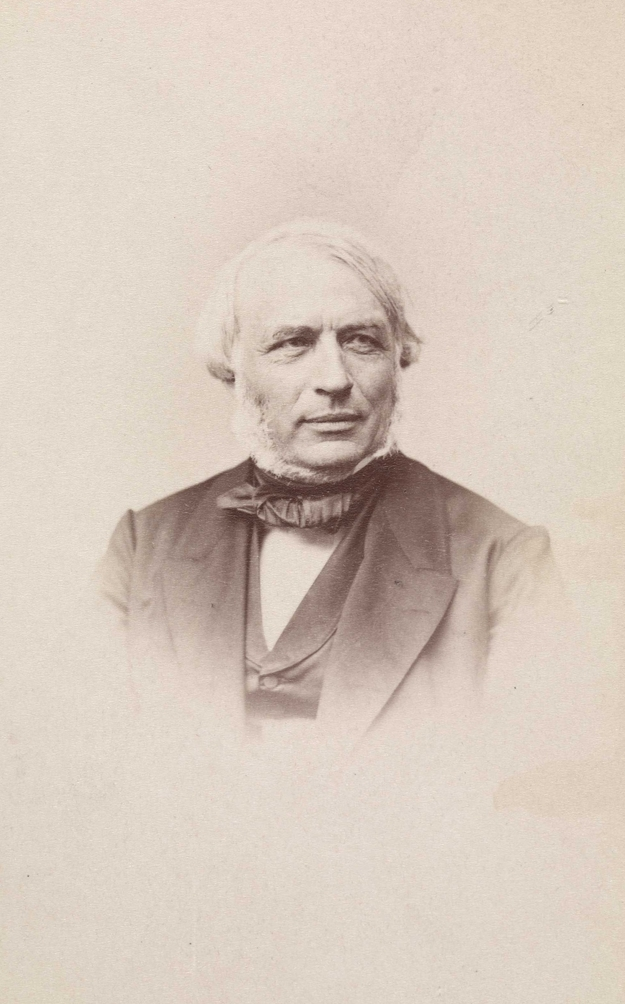
Oluf Onsum, asi 1870
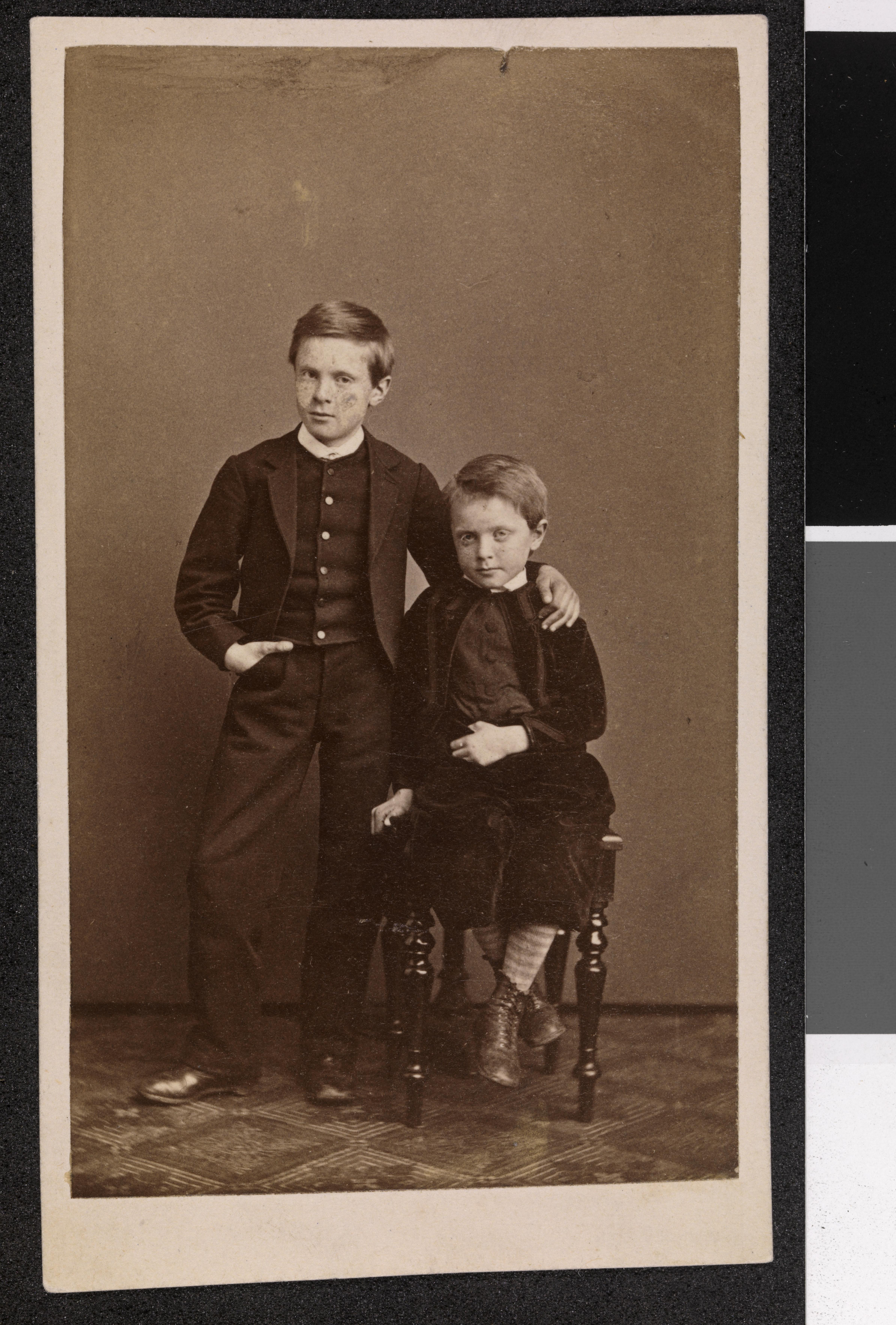
Bjørn a Einar Bjørnson jako děti, 1870
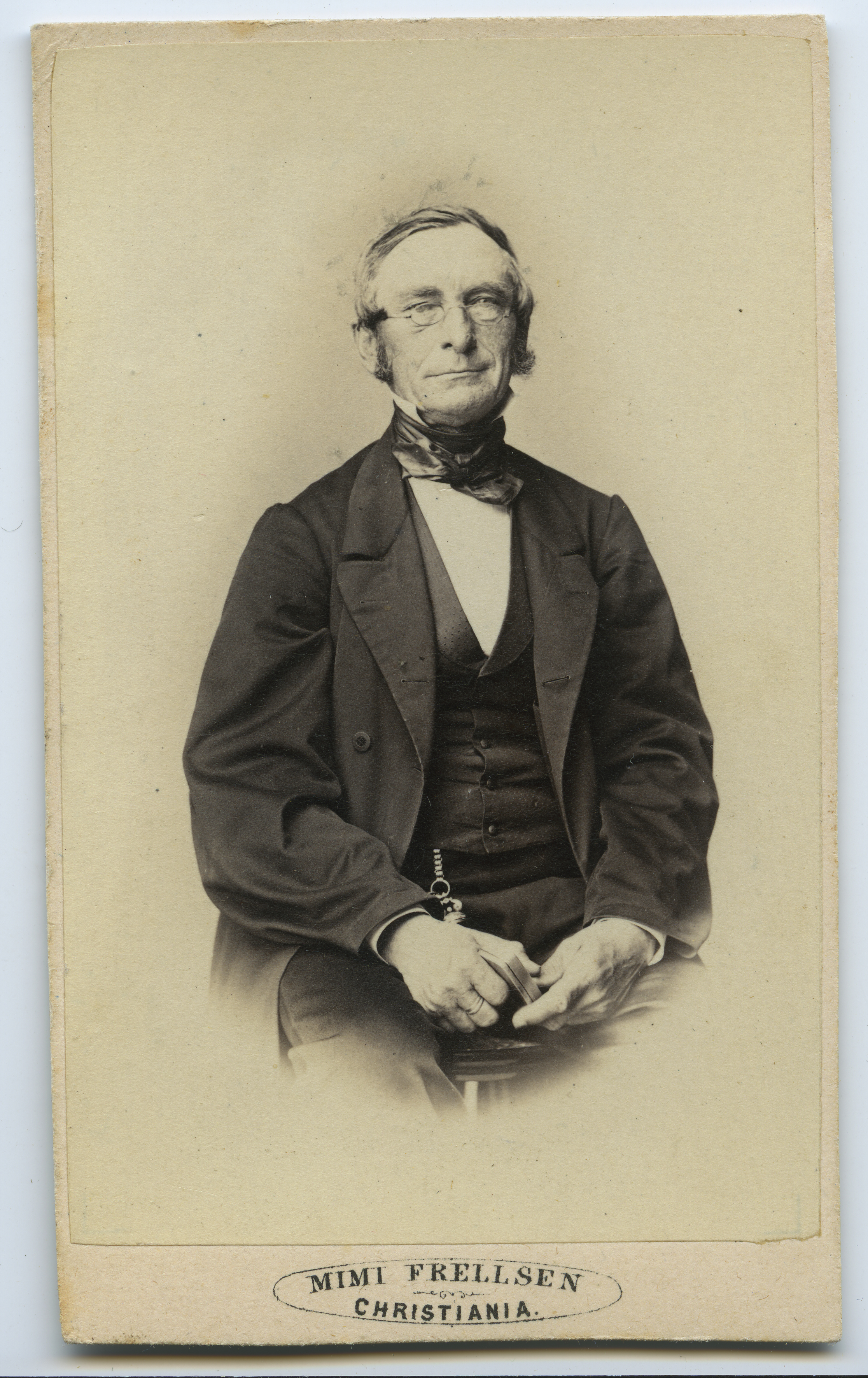
Magnus Andreas Gjør, portrétní vizitka